# Trädälskaren
Trädälskaren är en svensk dokumentärfilm från 2008 i regi av Jonas Selberg Augustsén.
Filmen skildrar hur Selberg Augustsén och två av hans vänner åker till Norrbotten för att bygga ett hus, 14 meter upp i ett träd. Den producerades av Freddy Olsson och fotades av Andreas Norin och Harry Tuvanen. Emil Svanängen komponerades musiken och Anders Tyrland var klippare. Filmen premiärvisades 26 januari 2008 på Göteborgs filmfestival och hade biopremiär 12 oktober samma år.
I filmen görs en rad intervjuer med flera skribenter och debattörer, bland andra:
- Göran Greider
- Stefan Edman
- Owe Wikström
- Cay Bond
- Martin Lönnebo
- Lars Ulvenstam
- Christofer Murray
- Anja Hirdman

De talar om urbaniseringen, om längtan till naturen, och om trädet som en urbild för behovet av rotfasthet – en bristvara för den moderna människan.